# ソヴレメンヌイ級駆逐艦
ソヴレメンヌイ級駆逐艦（ソヴレメンヌイきゅうくちくかん、英語: Sovremennyy-class destroyer）は、ソビエト連邦で建造されたミサイル駆逐艦の艦級。ソ連海軍での正式名は956型駆逐艦（ロシア語: Эска́дренные миноно́сцы прое́кта 956）、計画名は「サルィーチ」（ロシア語:  «Сары́ч»、ヨーロッパノスリの意）であった。完成した艦はすべて現セヴェルナヤ造船所で建造されている。
ソヴレメンヌイ級は中国人民解放軍海軍でも運用されており、中華人民共和国（以下、中国）では「ソヴレメンヌイ」（現代の、最新の）を翻訳した現代級、あるいは ネームシップの艦名から杭州級の名で呼ばれる。

## 設計
設計作業は、I・ルビス主任設計官によって進められた。設計面では、先行する1134型ミサイル巡洋艦（クレスタI型）および1134A型大型対潜艦（クレスタII型）をもとに発展させたものとなっている。なお、隠顕式のフィンスタビライザーを備えている。
主機関も1134型・1134A型の構成がおおむね踏襲されており、ボイラーとしてはスーパーチャージャー付きのKVN-98/64型（圧力64 kgf/cm2 (910 lbf/in2)、温度500℃）、蒸気タービンはTV-12型とされており、合計出力は、最大110,000馬力 (82 MW)、定格99,500馬力 (74.2 MW)となっている。また、7番艦以降ではボイラーは信頼性を向上させたKVG-3に換装されている。

## 装備
戦術・技術規則（Оперативно-тактическое задание, OTZ）において、本級の任務は下記のように規定されていた。
1. 水陸両用作戦における対地制圧射撃
2. 同作戦における火力支援・対空対水上防護
3. 同作戦およびその他の作戦における敵艦の撃攘

この要求に応じて、本級では防空戦および対水上戦が重視されている。なお、防空については艦隊防空を補完する艦と位置づけられていた。一方、対潜戦能力は、自衛上の必要最低限とされている。

### C4ISR
戦術情報処理装置としては、サプフィール-Uが搭載されている。
主センサーとなる3次元レーダーには、初期建造艦3隻ではMR-710「フレガート」を、4・5番艦では改良型のMP-710M「フレガート-M」が搭載されたのち、6番艦以降ではMR-750「フレガート-MA」が搭載された。
一方、ソナーとしては、捜索用としては中周波（5キロヘルツ級）のMG-335MS「プラーチナ」（NATO名「ブル・ホーン」）を艦首に装備するほか、対潜ロケット砲の射撃指揮のため、高周波のMG-7（NATO名「ホエール・タン」）も併載している。なお、輸出版ではSSN-137曳航式アレイの装備も可能とされている。

### 武器システム
艦隊防空用としてはM-22「ウラガーン」を備えており、3R90「オレーフ」（NATO名「フロント・ドーム」）火器管制レーダーとMS-196単装ミサイル発射機、艦対空ミサイルによって構成されている。本級では、火器管制レーダーは6基、また単装ミサイル発射機は2基を備えている。艦対空ミサイルとしては、原型艦では9M38（SA-N-7「ガドフライ」）を用いていたが、改良型の956A型では、射程を延伸した9M38ME1（SA-N-12「グリズリー」）に換装されている。単装ミサイル発射機1基につき24発が収容されており、最大発射速度はそれぞれ毎分5発ずつである。なお、単装ミサイル発射機の旋回範囲は、艦首尾線から両舷側30度ずつに制限されているともいわれている。
一方、対艦兵器としては、956型ではP-270「モスキート」艦対艦ミサイル・システムが採用された。この3M80ミサイルは重量4トン級の大型ミサイルであり、4連装のKT-190発射筒に収容されて、艦橋構造物両脇に配置された。この装備要領は、1134型のURPK-3対潜ミサイル、1134A型のP-35艦対艦ミサイルと同じものであった。また、956A型では射程を延伸したP-100「モスキート-M」の3M82ミサイルに対応した、より長い発射筒が搭載された。これらのための射撃指揮装置として、艦橋直上にMR-331「ミネラル」（NATO名「バンド・スタンド」）を備えている。火器管制レーダーの形式名はME1/ME2とされており、直径3.2 m×高さ4.5メートルという大型のレドーム内に、横長と円形の2つのパラボラアンテナを背中合わせに配置しており、動作周波数はLバンドとされる。アクティブ・モードでは250 km以内の50目標を同時追尾、パッシブ・モードでは450 kmまで探知可能であり、また情報処理装置は200目標を同時に処理可能とされる。また、ME3データ・リンク装置（NATO名「ライト・バルド」）も連接されている。
上記の通り、対潜兵器は最低限とされており、RBU-1000「スメールチ3」 6連装対潜ロケット砲2基と魚雷発射管のみを搭載している。
上記の要求に基づいて艦砲射撃が相応に重視されたこともあり、主砲としてはAK-130 130mm連装速射砲を2基、ダブル・エンダーに搭載している。射撃指揮には、MR-184M（NATO名「カイト・スクリーチC」）火器管制レーダーのほか、電子光学式の「スクイーズ・ボックス」も用いられる。

### 艦載機
艦中部の02甲板レベルにヘリコプター甲板が設定されている。その直前にはハンガーが設けられており、中型ヘリコプター（対潜戦用のKa-27PL、または対水上測的用のKa-25/27RT）1機を収容できるが、スペースの制約から一部が入れ子式とされており、発着時など機体を収容していない際にはこの部分を短縮させることになる。これを含めて、他のロシア艦と比して航空艤装は全体に簡素なものであり、哨戒ヘリコプターのための弾庫も設けられていない。

## 同型艦
956型
1 - 13番艦。他建造中止1隻。原型。ただし、1 - 3番艦および4 - 5番艦はレーダーが異なる。
956-A型
14 - 19番艦。他建造中止1隻。
艦対空ミサイルを「ヨーシュ」に換装。対艦ミサイル「モスキート」を射程延長型の「モスキートM」に換装。
956-U型
21番艦以降。計画のみ。
艦後部の130 mm連装砲を廃止し、代わりに対艦ミサイル「オーニクス」の垂直発射機を搭載する改良型。

### 中国

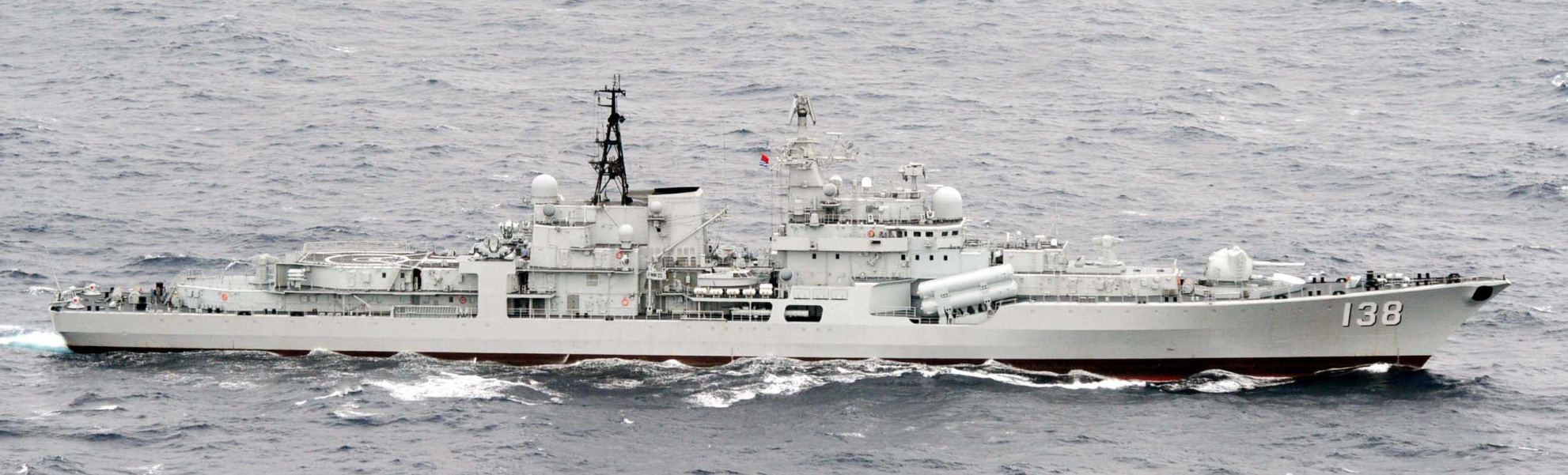
PLANS Taizhou (138)

956-E型
956-A型の2隻が中国海軍に売却されたもので、「ヨーシュ」ではなく、旧来型の「ウラガーン」を搭載している。
956-EM型
改「杭州」級。中華人民共和国が2001年に2隻追加発注したタイプ。
艦対空ミサイル及び艦対艦ミサイルを射程延長型に換装。艦後部130 mm連装砲塔を廃止し、近接防空システムを「AK-630」4基に替えて「カシュタン(CADS-N-1)」2基を搭載、艦中央部ヘリコプター格納庫を入れ子式から固定式への変更、など改正が施されている。

これら4隻はいずれも近代化改修が予定されている。内容としては電子機器やレーダーを国産のものに変更する他、艦対艦ミサイルをモスキートからYJ-12Aに、2基の9M38/9M317艦対空ミサイル単装発射機をHHQ-16艦対空ミサイル及びYU-8対潜ミサイル用のVLS32セル（16セル×2基）にそれぞれ換装し、加えて前部VLS前にHHQ-10近接防空ミサイルの24連装発射機を1基搭載する。
|          |            | 051B型（深圳） 近代化改修後   | 052A型（旅滬型） 近代化改修後 | ソヴレメンヌイ級（現代級） 近代化改修後 |
| -------- | ---------- | ----------------------------- | ----------------------------- | --------------------------------------- |
| 船体     | 満載排水量 | 6,600 t                       | 5,700 t                       | 8,060 t                                 |
| 船体     | 全長       | 153 m                         | 148 m                         | 156.37 m                                |
| 船体     | 全幅       | 16.5 m                        | 16.0 m                        | 17.19 m                                 |
| 主機     | 方式       | CODOG                         | CODOG                         | 蒸気タービン                            |
| 主機     | 出力       | 55,000 shp                    | 48,600 shp                    | 99,500 shp                              |
| 主機     | 速力       | 30 kt                         | 31.5 kt                       | 32 kt                                   |
| 兵装     | 砲熕       | 56口径100mm連装砲×1基         | 56口径100mm連装砲×1基         | 70口径130mm連装砲×2基                   |
| 兵装     | 砲熕       | 30mmCIWS×2基                  | 30mmCIWS×2基                  | 30mmCIWS×4基                            |
| 兵装     | ミサイル   | VLS×32セル （HHQ-16）         | HHQ-7 8連装発射機×1基         | VLS×32セル （HHQ-16,YU-8）              |
| 兵装     | ミサイル   | YJ-12A 4連装発射筒×4基        | YJ-83 4連装発射×4基           | YJ-12A 4連装発射機×2基                  |
| 兵装     | ミサイル   | ―                             | 252mm6連装対潜ロケット砲×2基  | ―                                       |
| 兵装     | 水雷       | 3連装短魚雷発射管×2基（Yu-7） | 3連装短魚雷発射管×2基（Yu-7） | 3連装短魚雷発射管×2基（Yu-7）           |
| 艦載機   | 艦載機     | Z-9C/Ka-28×2機                | Z-9C×2機                      | Ka-28×2機                               |
| 同型艦数 | 同型艦数   | 1隻                           | 2隻                           | 1隻 （1隻改修中,2隻改修予定）           |

|          |            | 055型（南昌級）                                            | 052D型（昆明級）                           | 052C型（蘭州級）              | 051C型（瀋陽級）              | 052B型（広州級）              |
| -------- | ---------- | ---------------------------------------------------------- | ------------------------------------------ | ----------------------------- | ----------------------------- | ----------------------------- |
| 船体     | 満載排水量 | 12,000 - 13,000 t                                          | 7,500 t                                    | 7,000 t近く                   | 7,100 t                       | 6,600 t                       |
| 船体     | 全長       | 182.6 m                                                    | 156 m                                      | 154 m                         | 155 m                         | 154 m                         |
| 船体     | 全幅       | 20.9 m                                                     | 18 m                                       | 17 m                          | 17 m                          | 16.5 m                        |
| 主機     | 方式       | COGAG                                                      | CODOG                                      | CODOG                         | CODOG                         | CODOG                         |
| 主機     | 出力       | 130,000 shp以上                                            | 76,000 hp                                  | 48,600 shp                    | 48,600 shp                    | 48,600 shp                    |
| 主機     | 速力       | 30 kt                                                      | 29 kt                                      | 29 kt                         | 30 kt                         | 29 kt                         |
| 兵装     | 砲熕       | 70口径130mm単装砲×1基                                      | 70口径130mm単装砲×1基                      | 55口径100mm単装砲×1基         | 55口径100mm単装砲×1基         | 55口径100mm単装砲×1基         |
| 兵装     | 砲熕       | 30mmCIWS×1基                                               | 30mmCIWS×1基                               | 30mmCIWS×2基                  | 30mmCIWS×2基                  | 30mmCIWS×2基                  |
| 兵装     | ミサイル   | 5860-2006型VLS×112セル （HHQ-9B,HHQ-16B,YJ-18,CJ-10,Yu-8） | 5860-2006型VLS×64セル （HHQ-9,CY-5,YJ-18） | VLS×48セル （HHQ-9A）         | B-203A型VLS×48セル （リフ-M） | 単装発射機×2基 （9M317）      |
| 兵装     | ミサイル   | HHQ-10 24連装発射機×1基                                    | HHQ-10 24連装発射機×1基                    | YJ-62 4連装発射筒×2基         | YJ-83 4連装発射筒×2基         | YJ-83 4連装発射筒×4基         |
| 兵装     | 水雷       | 3連装短魚雷発射管×2基（Yu-7）                              | 3連装短魚雷発射管×2基（Yu-7）              | 3連装短魚雷発射管×2基（Yu-7） | 3連装短魚雷発射管×2基（Yu-7） | 3連装短魚雷発射管×2基（Yu-7） |
| 艦載機   | 艦載機     | Z-18×2機                                                   | Z-9C/Ka-28×1機                             | Z-9C/Ka-28×1機                | ヘリコプター甲板のみ          | Z-9C/Ka-28×1機                |
| 同型艦数 | 同型艦数   | 8隻                                                        | 25隻                                       | 6隻                           | 2隻                           | 2隻                           |

### 一覧表
| タイプ | 艦名                                  | 起工            | 就役            | 除籍            | 配属         | 備考 |
| ------ | ------------------------------------- | --------------- | --------------- | --------------- | ------------ | --- |
| 956    | ソヴレメンヌイ (Современный)          | 1976年 3月3日   | 1981年 1月24日  | 1998年 12月30日 | 北方艦隊     | 「同時代の、現代の、近代的な、最新の」。 1989年よりオーバーホールに入るがソ連崩壊後に中断 2003年6月以降解体。 |
| 956    | オッチャーヤンヌイ (Отчаянный)        | 1977年 3月4日   | 1982年 11月24日 | 1998年          | 北方艦隊     | 「絶望的な、向こう見ずの」。 2003年6月解体。 |
| 956    | オトリーチュヌイ (Отличный)           | 1978年 4月22日  | 1983年 9月30日  | 1998年          | 北方艦隊     | 「立派な、優れた」。 |
| 956    | オスモトリーテリヌイ (Осмотрительный) | 1978年 10月27日 | 1984年 9月30日  | 1997年          | 太平洋艦隊   | 「用心深い、慎重な」。 |
| 956    | ベズプレーチュヌイ (Безупречный)      | 1981年 1月29日  | 1986年 1月7日   | 2002年          | 北方艦隊     | 「申し分ない、非の打ちどころのない」。 1993年よりセーヴェルナヤ・ヴェルフィにてオーバーホールに取り掛かるが財政難により工事は進まず 2002年、修理を断念して除籍。 |
| 956    | ボエヴォイ (Боевой)                   | 1982年 3月26日  | 1986年 9月28日  | 2010年          | 太平洋艦隊   | 「戦闘の、戦闘的な、大胆な、度胸のある」。 1998年よりシュトコヴァ17基地に係留、予備役となっていた。 2020年6月25日、処分のためにナホトカ近くのコズミナ湾に移送されていた同艦は一部沈没した。                                                                                            |
| 956    | ストーイキイ (Стойкий)                | 1982年 9月28日  | 1986年 12月31日 | 1999年          | 太平洋艦隊   | 「堅い、持ちの良い、不屈の、頑強な」。 除籍後シュトコヴァ17基地に係留保管されたが、同年4月8日に浸水し沈没。 後に引き揚げられ、スクラップとして中国へ売却。 |
| 956    | オクルィリョーンヌイ (Окрыленный)     | 1983年 4月16日  | 1987年 12月30日 | 1997年          | 北方艦隊     | 「鼓舞された」。 |
| 956    | ブールヌイ (Бурный)                   | 1983年 11月4日  | 1988年 9月30日  |                 | 太平洋艦隊   | 「荒れ騒ぐ、急激な、猛烈な」。 2006年7月よりダーリ・ザヴォートにてオーバーホール。 |
| 956    | グレミャーシチイ （Гремящий）         | 1984年 11月23日 | 1989年 5月1日   | 2007年 12月9日  | 北方艦隊     | 「轟く」。建造中にヴェドゥーシチイ(Ведущий)「主動の、先導の、指導的な」から改称された。 |
| 956    | ブィーストルイ (Быстрый)              | 1985年 10月29日 | 1989年 9月30日  |                 | 太平洋艦隊   | 「速い、迅速な、急激な」。 1993年から2002年までダーリ・ザヴォートにてオーバーホール。 |
| 956    | ラストロープヌイ (Расторопный)        | 1986年 8月15日  | 1990年 2月28日  | 除籍済          | 北方艦隊     | 「敏捷な」。 2002年からセーヴェルナヤ・ヴェルフィにてオーバーホール。 2015年解体開始 |
| 956    | ベズボヤーズネンヌイ (Безбоязненный)  | 1987年 1月8日   | 1990年 12月28日 | 2016年          | 太平洋艦隊   | 「恐れを知らない、不敵の」。 1999年からダーリ・ザヴォートにてオーバーホール。 2002年、シュトコヴァ17基地に移動。 2005年、ウラジオストクに移動。 |
| 956    | ヴヌシーテリヌイ (Внушительный)       | 1983年 8月30日  | 建造中止        | 建造中止        | 建造中止     | 「深い感銘を与える、印象的な、でかい」。唯一黒海方面の61コムナール記念工場で建造された艦。 1987年建造中止。 |
| 956-A  | ベズーデルジュヌイ (Безудержный)      | 1987年 2月24日  | 1991年 6月25日  | 除籍済          | 北方艦隊     | 「抑え難い、止めることのできない」。 1998年にオーバーホール。 2007年12月9日、グレミャーシチイに改名。グレミャーシチイの艦名はグレミャーシュチイ級フリゲート1番艦に継承されている。 |
| 956-A  | ベスポコーイヌイ (Беспокойный)        | 1987年 4月18日  | 1991年 12月28日 | 除籍済          | バルト海艦隊 | 「びくびくした、不安な、面倒な、厄介な」。 2004年よりカリーニングラード市ヤンターリ造船所でオーバーホール。 2016年9月には博物館の展示物とする改修が開始された。 |
| 956-A  | ナストーイチヴイ （Настойчивый）      | 1988年 4月7日   | 1993年 2月5日   |                 | バルト海艦隊 | 「根気強い、粘り強い、執拗な」。モスコーフスキイ・コムソモーレツ (Московский комсомолец、「モスクワのコムソモール員」)。より建造中に改称。バルト海艦隊旗艦。 |
| 956-A  | ベスストラーシュヌイ (Бесстрашный)    | 1988年 5月6日   | 1993年 12月30日 |                 | 北方艦隊     | 「恐れを知らない、豪胆な、勇敢な」。 2004年6月、アドミラール・ウシャコーフ(Адмирал Ушаков)に改名。 |
| 956-E  | 杭州 (Hangzhou)                       | 1988年 11月4日  | 1999年 12月25日 |                 | 東海艦隊     | 当初の艦名はヴァージュヌイ（Важный）で「重要な、尊大な、地位の高い」。のちエカテリンブルク(Екатеринбург:「エカテリンブルク」)に改称。 建造途中(完成率65％)で中華人民共和国に売却され、1999年12月25日にサンクトペテルブルクで引き渡し後、杭州(Hangzhou)と改称、人民解放軍海軍で使用中。 |
| 956-E  | 福州 (Fuzhou)                         | 1989年 4月22日  | 2000年 11月20日 |                 | 東海艦隊     | 当初の艦名はヴドゥームチヴイ(Вдумчивый）で「思慮深い」。のちアレクサンドル・ネーフスキイ(Александр Невский:「アレクサンドル・ネーフスキイ」)に改称。 建造途中(完成率35％)で中華人民共和国に売却、2000年12月に回航、翌2001年1月に引き渡され福州(Fuzhou)と改称された。                   |
| 956-A  | 20番艦                                | 1992年          | 建造中止        | 建造中止        | 建造中止     | 工場番号第880号艦。 工事進捗率20 %で技術的問題から作業中止。 |
| 956-EM | 泰州 （Taizhou）                      | 2003年 11月15日 | 2005年 12月28日 |                 | 東海艦隊     | ロシア海軍名ヴヌシーテリヌイ(Внушительный)。 2004年7月23日進水。 2005年12月28日、サンクトペテルブルクにて中華人民共和国に引渡された。 |
| 956-EM | 寧波 (Ningbo)                         | 2002年 11月15日 | 2006年 9月8日   |                 | 東海艦隊     | ロシア海軍名ヴェーチュヌイ(Вечный:「永久の」)。 建造中の2005年4月27日に火災発生、第二甲板が600平米に渡って焼失。 2006年9月28日、サンクトペテルブルクにて中華人民共和国に引渡された。                                                                                                   |

## 登場作品

### 映画
『空母いぶき』
実写映画にて架空の新興国家、東亜連邦の北方艦隊所属の駆逐艦「スレアグ」として登場。おそらく中国製のYJ-95対艦ミサイルを装備しており、僚艦「ルサ」と共に初島へ向かう「いぶき」率いる第5護衛隊群を撃破すべく現れる。「ルサ」が架空のこんごう型護衛艦「いそかぜ」に撃破、大破炎上させられつつも主砲(なぜか単装砲)で「いそかぜ」を砲撃するも避けられ、逆に砲などの艦載兵器を破壊され大破炎上、戦闘能力を喪失した。

### アニメ
『エヴァンゲリオンシリーズ』
『ヱヴァンゲリヲン新劇場版:Q』
ヴィレ艦隊の所属艦として登場。
『シン・エヴァンゲリオン劇場版』
ヴィレ所属艦として同型艦が登場。ヤマト作戦時に無人艦隊の構成艦として使用されネルフ本部を破壊する。

### 小説
『ピノキオ急襲』
「ビストリィ」ら数隻が日本海に展開し、海上自衛隊の第3護衛隊と睨み合いを続ける。
『天空の富嶽』
中国海軍に売却された「杭州」と「福州」が登場。
「杭州」は序盤で「深圳」と江滬型フリゲート3隻を率いて尖閣諸島沖で海上自衛隊に奇襲攻撃をかけて、P-3C1機を撃墜、護衛艦「ゆうだち」「まきなみ」「さわぎり」を撃沈する。
その後は虎の子として温存されていた「杭州」「福州」は空母「天安」（旧「ヴァリャーグ」）の護衛に回されるも、「杭州」はF/A-18E改の空対艦ミサイルが3発、「福州」はF-1の80式空対艦誘導弾が2発被弾してそれぞれ機関部を破壊され、「天安」や他の護衛艦艇共々レーザー誘導爆弾で撃沈する。

### ゲーム
『World in Conflict』
マルチプレイなどに収録されているシアトル市街戦において、シアトル沖に2隻停泊している。砲門をシアトルに向けているが一切攻撃はしてこない。
『エースコンバット5』
ユークトバニア海軍の艦艇として登場。
『鋼鉄の咆哮シリーズ』
敵艦として登場。
『大戦略シリーズ』
ロシア、中国の駆逐艦ユニットとして組み込まれている。
『Modern Warships』
プレーヤーが操作可能な艦艇として「アドミラル・ウシャコフ」が登場する。